# ドナルド・バクスター・マクミラン
ドナルド・バクスター・マクミラン（英語: Donald Baxter MacMillan、1874年11月10日 - 1970年9月7日）は、アメリカ合衆国の探検家で船員、研究者で講師。46年にわたるキャリアで北極、北極圏探査を30回超重ねた。北極圏で初めて無線通信と航空輸送、電気の使用を行い、記録映像と写真数千枚を持ち帰り、イヌクティトゥット語の辞書をまとめた。

## 前半生
1874年にマサチューセッツ州プロビンスタウンで生まれたマクミランは、父を漁労中の遭難事故で亡くし（グランドバンクスのスクーナー船長・1883年没）母が1886年に急死すると、メイン州フリーポート（en）で養育された。ブランズウィックのボウディン大学に進むと、1898年に地質学の学位を取得して卒業、1903年から1908年までウースター・アカデミー高校（en）で教職につく。

## 私生活
1935年3月18日、長年の友人ジェロームとエイミーのルック夫妻の娘ミリアム・ノートン・ルックと結婚。妻を北極行きに連れて行くつもりはなかったが、その能力を認め熱意に折れて同行を認める。北極圏のほかにも探査に数回、夫妻で参加した。

## 北極探検

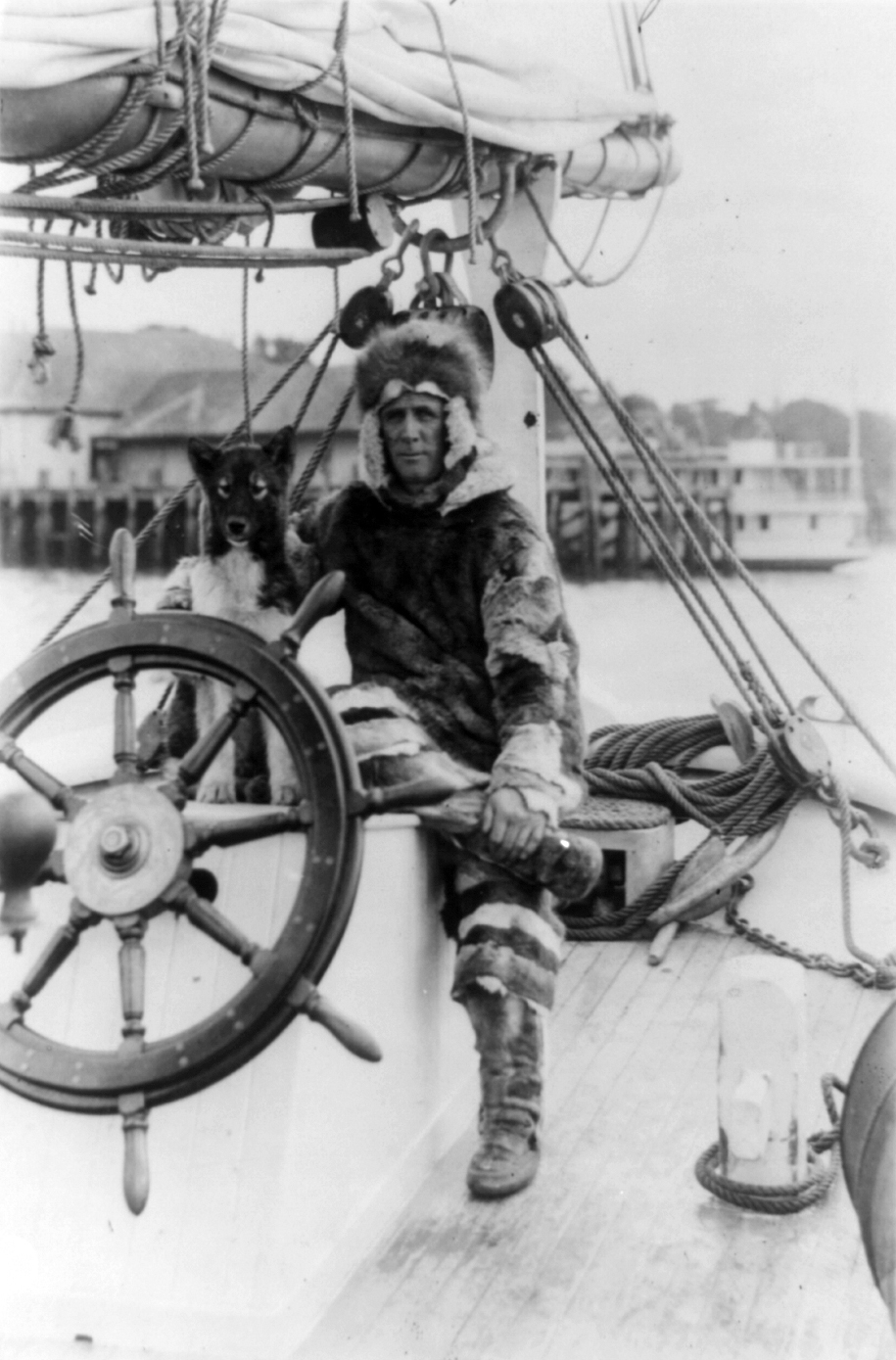
「ボウディン号」の舵輪と毛皮の上下を着こんだマクミランと愛犬。1922年頃

高校教師として5年勤めたマクミランは、難破船から2夜続けて合計9名を救助して探検家ロバート・E・ピアリーの目をひく。大学の先輩ピアリーに誘われ、マクミランは1908年の北極点探査隊に参加したが、かかとに凍傷を負ってしまい、3月14日に北緯84度29分地点で隊を離れるほかなかった。その26日後にピアリー隊は北極点に到達したと推測される。
マクミランはその後の数年をラブラドール探査に費やしインヌとイヌイットの民族学調査を行った。1913年にグリーンランド北部にあるとされた島の探査を組織しクロッカーランド遠征隊（en）隊長を務めるが、残念ながらめざす島は蜃気楼だったと判明した。遠征隊は足止めされて救助を待ち続け、ネプチューン号のロバート・A・バートレットがようやく1917年に救出する。
第一次世界大戦の停戦直後、1918年12月24日にマクミランは海軍飛行予備隊（en）少尉の任官状を受け取る。当時44歳、アメリカ海軍史上最古参の少尉に列したことになる。戦後、マクミランは新たな北極探検を計画し資金集めに取りかかると、1921年、母校の名を冠したスクーナー船「ボウディン号（en）の進水式をメイン州イーストブースベイで迎える。探検隊は越冬するバフィン島に向けて出航、隊員にアマチュア無線家ダン・ミックスがおり、「WNP」局（「北極無線局」）を名乗って北極圏外との交信を続けた。

1923年にミニ氷期が訪れると懸念されるなか、マクミラン隊は国立地理学会（ナショナルジオグラフィック協会）の後援を受け、氷河が南下している証拠を求めボウディン号を再び北極点へと進めた 。
学会の後援と主にシカゴの起業家ユージン・マクドナルドから資金を受けたマクミラン隊は1925年、アメリカ海軍リチャード・バード少佐が率いる飛行艇部隊を伴い北極へ向かう。海軍はバフィン島とエルズミア島の航空測量、グリーンランド氷床の調査および北極海の前人未踏の地域の偵察を命じていた。ところが気象条件が厳しすぎたことに加えてエンジンの不調が続き、測位装置が未開発の時代だけに期待されたほどの成果が上がらなかった（ただしこのときの経験をバードは翌年の北極点到達に活用する）。この遠征の成果は北極圏から短波ラジオで通信ができると実証した点にある。
女性3名と科学者5名を含む探検家を案内し、マクミランは1926年9月にノバスコシア州シドニーに上陸する。一行はすでにラブラドールとグリーンランドで数ヵ月過ごし、動植物の標本収集を終えていた。ラブラドール州ネーン沖およそ20マイル (32 km)のスカルピン島にある古代遺跡にマクミランは目をつけており、1000年前に入植したノース人のものだろうと信じていた。島の本土側で見つけた10軒から12軒の住居址があり、基礎の一部を覆う地衣類を観察し数百年単位で歴史をさかのぼれると推定したが、ヴァイキングが築いたかどうか確信はなかった。イヌイットの伝承は「石のイグルー」を築いた男たちは船で海からやってきたといい、遺跡を呼ぶイヌイット語「トゥニトヴィク」Tunitvik は「ノースマンの場所」を意味する。スカルピン島の遺跡をヴァイキング起源であるとする最も強い論拠として、マクミランはその前年にグリーンランドで発見した遺跡との類似性をあげた。

## 第二次世界大戦
アメリカが第二次世界大戦への参戦を決めかねていた1938年、64歳の誕生日を迎えたマクミランは定年を迎え少佐に昇進、海軍予備役の名誉退役者名簿に移される。ところが海軍将校として第二次世界大戦に志願しボウディン号を1941年5月22日付で海軍の傭船に入れると、軍用艦となった同船の初代艦長に着任後、ワシントンD.C.水路部（en）に転属される。マクミランは1942年6月13日付で海軍中佐に昇進。

## 後半生
戦後、北極圏行きを再開すると、マクミラン・モラヴィア学校（1929年設立）へ送る物資を運び研究者を乗せた。1954年6月25日付の議会特別法はマクミランの長年の奉仕と功績を称えると海軍少将に特進させ、海軍予備役退役将校名簿に載せた。
マクミラン少将は1957年、82歳で最後の北極圏行きを果たし、1970年に95歳で没する。墓所のあるマサチューセッツ州プロビンスタウンの中央埠頭は、その名にちなんで命名された。

## 栄誉栄典
1927年、ボーイスカウトアメリカ連盟は「名誉スカウト」階級を新設すると、「アメリカ国民として野外活動や探検または価値のある冒険の成果により、少年の想像力をとらえる並外れた特性を備えた人物（後略）」としてマクミランをこの階級に任じた。歴代の授任者18名は以下のとおり。
姓のABC順
- ロイ・チャップマン・アンドリュース
- ロバート・バートレット（英語版）
- フレデリック・ラッセル・バーナム（英語版）
- リチャード・E・バード
- ジョージ・クラック・チェリー（英語版）
- ジェームズ・L・クラーク（James L. Clark）
- メリアン・C・クーパー
- リンカーン・エルズワース
- ルイス・アガシス・フーエルテス（英語版）
- ジョージ・バード・グリンネル（英語版）
- チャールズ・A・リンドバーグ
- クリフォード・H・ポープ（Clifford H. Pope）
- ジョージ・パーマー・パトナム（英語版）
- カーミット・ルーズベルト（英語版）
- カール・ランギアス（Carl Rungius）
- スチュワート・エドワード・ホワイト
- オーヴィル・ライト（ライト兄弟）

マサチューセッツ州プロビンスタウンにある中央埠頭「マクミラン埠頭」の名前の由来に選ばれた。
メリーランド州ロックビルにやはりアメリカの探検家の名前を冠したロバート・E・ピアリー高校があり、バグパイプ・バンド（1961年結成）はマクミランの許しを得てその名を付けた。卒業生が青年部を結成、今日まで活動を続ける。

### 合衆国政府による栄典
ピアリー極地探検章

 海軍予備役章

 アメリカ本土防衛功労章

 アメリカ従軍章

 第二次世界大戦戦勝記念章